# Gehörlosensport

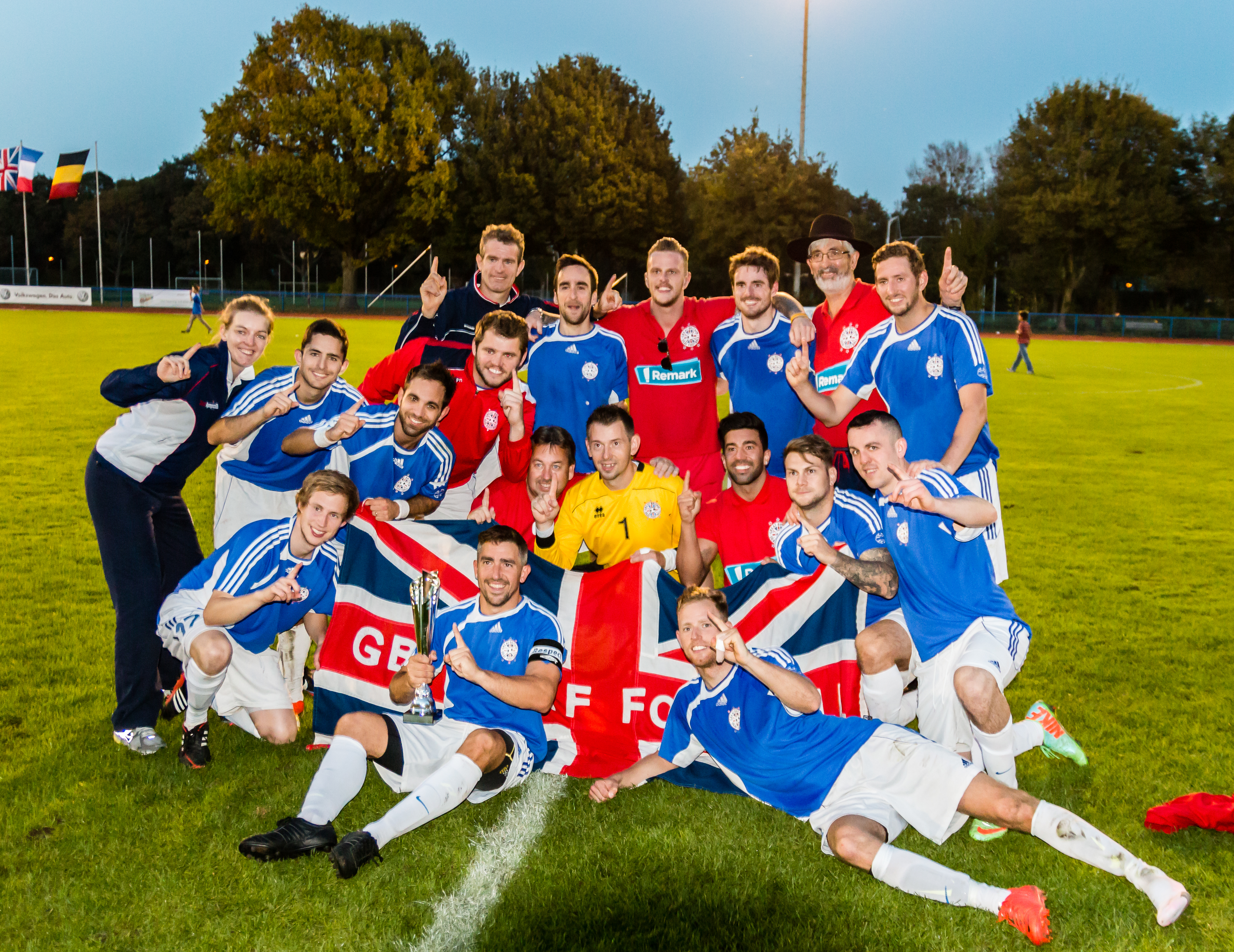
Gehörlosen-Fußballnationalmannschaft von Großbritannien beim Gehörlosen-Länder-Cup in Hannover 2014

Unter Gehörlosensport wird Sport verstanden, der von gehörlosen oder hörbehinderten Menschen in eigenen Vereinen oder ähnlichen Gruppierungen ausgeübt wird. Dabei sind zahlreiche Sportarten vertreten. Gehörlose und Hörbehinderte haben in vielen Ländern der Welt – so auch in Deutschland, Österreich, der Schweiz und den anderen europäischen Ländern – und dabei meistens in größeren Städten eigene Vereine oder teilweise auch eigene Abteilungen in „hörenden“ Großvereinen, in denen zahlreiche Sportarten betrieben werden.
Aus gehörlosen Sportlern zusammengestellte Mannschaften nehmen zudem am regulären Spiel- und Sportbetrieb der hörenden Mehrheitsgesellschaft teil. Daneben werden regelmäßige Sportveranstaltungen auf nationaler und internationaler Ebene der Gehörlosensportvereine untereinander durchgeführt. Im deutschsprachigen Raum gibt es eigene nationale Gehörlosen-Meisterschaften.
In Deutschland sind die Gehörlosen-Sportvereine in 15 Landesverbänden nach Bundesländern organisiert. Für die Bundesländer Berlin und Brandenburg gibt es einen gemeinsamen Verband. Die Landesverbände sind im Deutschen Gehörlosen-Sportverband (DGS) zusammengeschlossen. Der Deutsche Gehörlosen-Sportverband ist seinerseits Mitglied des Welt-Gehörlosen-Sportverbandes Committee International des Sports Sourds (CISS) und des europäischen Gehörlosensportverbandes European Deaf Sport Organization (EDSO). 
In der Schweiz gibt es keine regionale Aufteilung. Die meisten Gehörlosen-Sportvereine sind dem Swiss Deaf Sport (SDS), bis 2020 Schweizerischen Gehörlosen-Sportverband (SGSV) angeschlossen, welches wiederum dem CISS und dem EDSO angehört und zudem Kollektivmitglied im PluSport Behindertensport Schweiz ist.
Auf weltweiter Ebene werden die Deaflympics (Gehörlosen-Weltspiele) jeweils ein Jahr nach den Olympischen Spielen veranstaltet. Daneben finden noch die Weltmeisterschaften für Gehörlosen statt, so organisiert zum Beispiel die Deaf International Basketball Federation (DIBF) für die Basketball-Weltmeisterschaften und die International Chess Committee of the Deaf die Schach-Weltmeisterschaften. Die Deaflympics sind wie die Paralympics ein vom IOC anerkannter Verband. An den Paralympics nehmen Gehörlose bisher nicht teil.